# Pic Joseph
Pour les articles homonymes, voir Joseph.
Le pic Joseph (en anglais : Joseph Peak) est un sommet montagneux situé dans le parc national de Yellowstone, dans le comté de Park au Wyoming aux États-Unis. Il culmine à une altitude de 3 182 m et se trouve au nord du pic Gray à l'ouest de Mammoth Hot Springs. Il est nommé en l'honneur de Chef Joseph.

Panorama du chaînon Gallatin depuis le plateau Blacktail. Le pic Joseph est situé au centre.